# Casa Salvador Coll
La Casa Salvador Coll és una obra de Vilanova i la Geltrú (Garraf) protegida com a Bé Cultural d'Interès Local.

## Descripció
Es tracta d'un habitatge de planta sensiblement rectangular, entre mitgeres en una parcel·la que va de carrer a carrer. Es compon d'un cos principal de planta baixa i tres plantes pis i un cos secundari de planta única. La coberta és plana i accessible des de la caixa d'escala lateral. El cos secundari també és cobert per un terrat que dona al carrer de la Unió. A la part posterior hi ha galeries.
Les parets són de paredat comú i maó. Els forjats són de bigues de fusta i revoltó ceràmic.
La façana principal està composta segons dos eixos i amb obertures decreixents. La planta baixa té dos portals de pedra amb llinda. El primer i segon tenen balcons de llosa de pedra, barana de ferro i obertura amb llinda. El tercer pis té balcons sense volada. L'immoble està coronat per cornises de dimensió creixent a l'altura del forjat de cada planta.
La façana del carrer Unió presenta un portal central, finestres laterals i balustrada.